# Hennadij Pasič
Hennadij Anatolijovyč Pasič (in ucraino Геннадій Анатолійович Пасіч?; Kam"jans'ke, 13 luglio 1993) è un calciatore ucraino, centrocampista dell'LNZ Čerkasy.

## Carriera
Ha giocato nella prima divisione ucraina.

## Palmarès

### Club

#### Competizioni nazionali
- Perša Liha: 1

Veres Rivne: 2020-2021